# Cárpatos rumanos

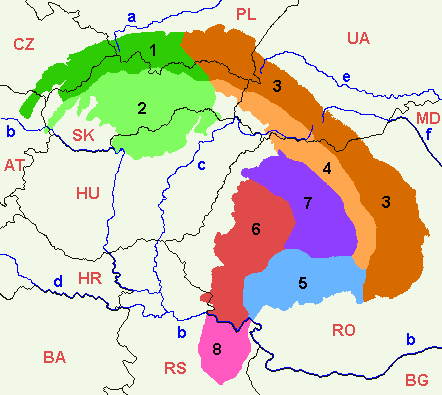
Mapa de las divisiones principales de los Cárpatos, incluyendo las secciones de Rumanía:
3. Cárpatos exteriores del este
4. Cárpatos interiores del este
5. Cárpatos meridionales
6. Cárpatos rumanos occidentales
7. Meseta de Transilvania

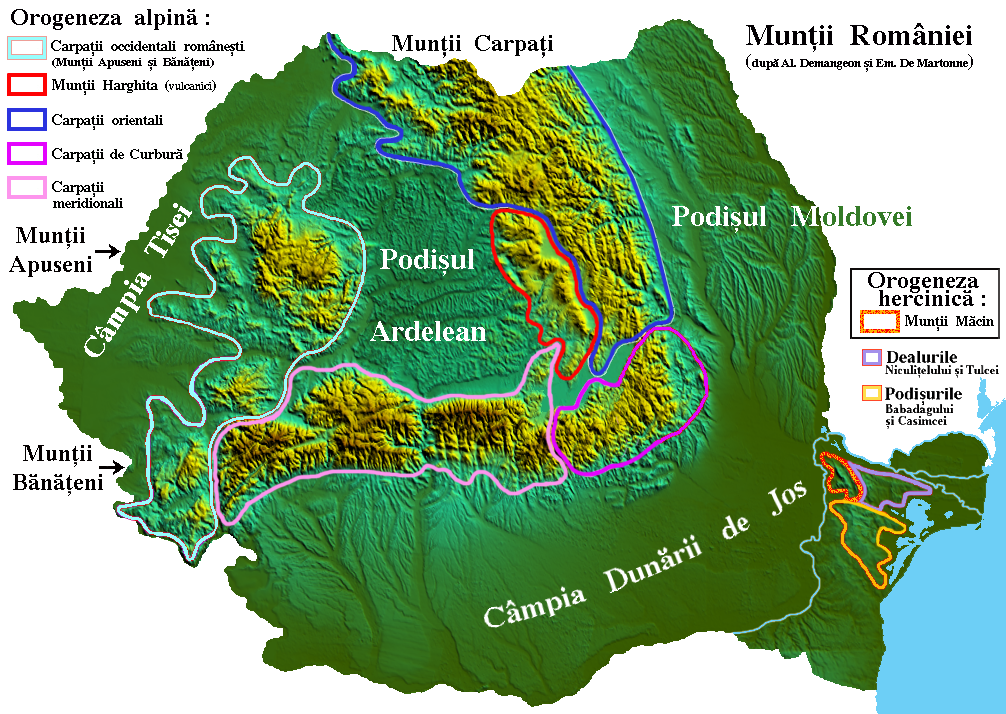
Divisiones de los Cárpatos rumanos

Los Cárpatos rumanos (Rumano: Carpații românești) son una sección de los Cárpatos, dentro de las fronteras de la Rumania moderna. Los Cárpatos son un "subsistema" del sistema Alpes-Himalaya y se dividen a su vez en "provincias" y "subprovincias".
Esta es una visión general de las subdivisiones geológicas de la sección rumana de los Cárpatos. Las divisiones más amplias se muestran en el mapa de la derecha. El último nivel de la división, es decir, las cadenas montañosas y cuencas reales, se suele denominar "unidades". El detalle del nivel más bajo de esas unidades se mantiene en páginas separadas.

## Convenios de denominación
Las convenciones tradicionales rumanas sobre nombres difieren de esta lista. En Rumania, es habitual dividir los Cárpatos orientales en territorio rumano en tres grupos geográficos (Norte, Centro, Sur), en lugar de los Cárpatos orientales exteriores e interiores.
La meseta de Transilvania está rodeada por los Cárpatos y es geológicamente parte de ellos, pero no es una región montañosa y su inclusión es discutida en algunas fuentes. Sus características se incluyen a continuación.  
Las depresiones exteriores de los Cárpatos se encuentran fuera del amplio arco de toda la formación y normalmente se enumeran como parte de las divisiones individuales de los montes Cárpatos, es decir, de los Cárpatos Occidentales, Cárpatos Orientales, etc.

## Divisiones rumanas
La cadena de los Cárpatos rumanos se clasifica, según las diferencias geomorfológicas y geológicas, en tres grandes unidades morfotectónicas:
- Cárpatos rumanos orientales (Carpații Orientali) - con 3 grupos principales subdivididos en 40 grupos de montañas
- Cárpatos meridionales (Carpații Meridionali) - con 4 grupos principales subdivididos en 24 grupos de montañas
- Cárpatos rumanos occidentales (Carpații Occidentali Românești) - con 3 grupos principales subdivididos en 18 grupos de montañas

### Cárpatos rumanos orientales

#### Clasificación rumana

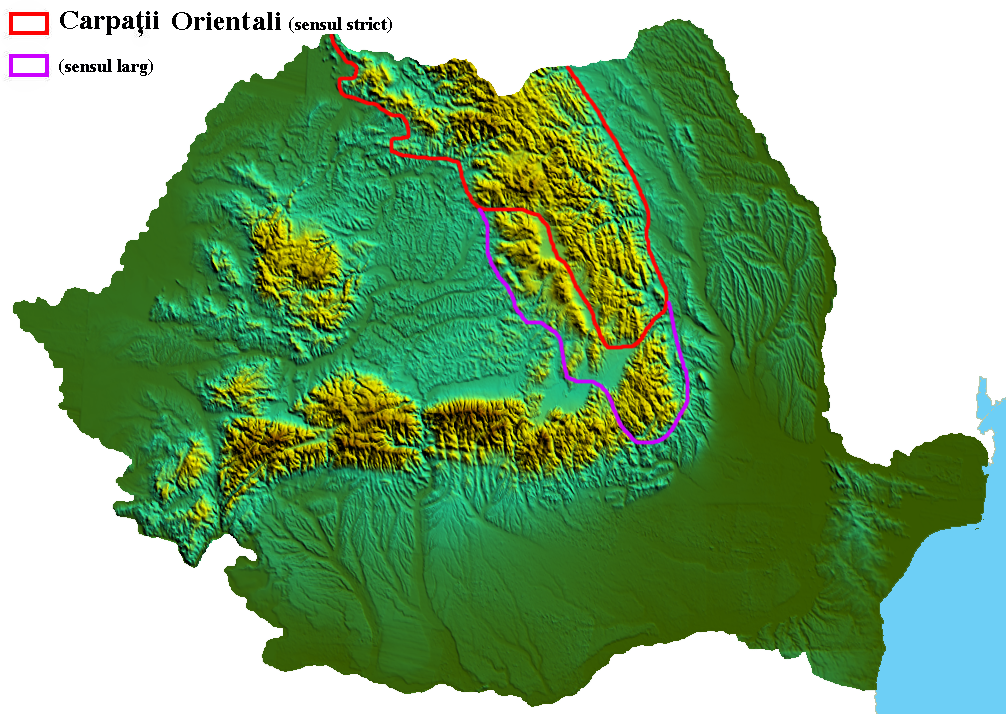
Cárpatos rumanos orientales

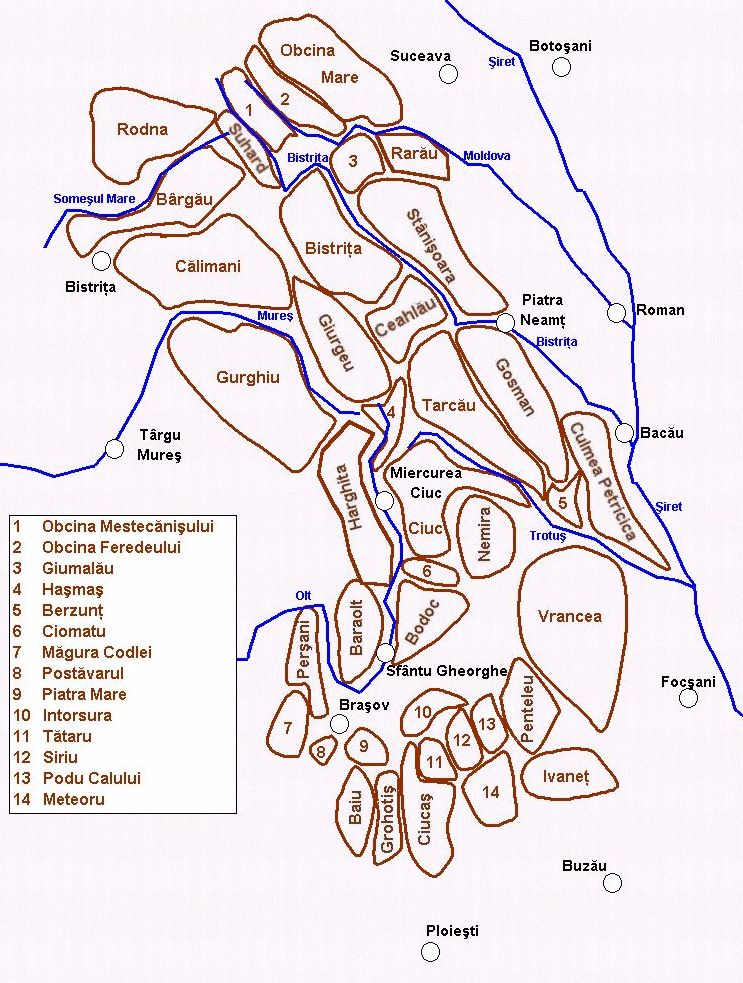
Gráfico de los Cárpatos rumanos orientales

Los Cárpatos orientales se dividen en tres grupos geográficos; el enfoque rumano se muestra añadiendo las siguientes abreviaturas a los nombres de las unidades dentro de Rumania:
- MMB = Cárpatos de Maramureș-Bukovinian (Munții Carpați ai Maramureșului și Bucovinei) (Grupo del norte)
- MMT = Cárpatos de Moldavia-Transilvania (Munții Carpați Moldo-Transilvani) (Grupo central)
- MC = Sub Cárpatos (Munții Carpați de Curbură) (Grupo del sur)

#### Otra clasificación
- Cárpatos orientales exteriores
  - Cárpatos de Moldavia-Muntenia
- Cárpatos orientales interiores
  - "Cresta volcánica" (la parte rumana del grupo del área de Vihorlat-Gutin)
  - Montañas Bistrița
  - Montañas Căliman-Harghita
  - Depresión Giurgeu-Sujetadorșov

### Cárpatos rumanos meridionales
- Montes Bucegi
- Montañas Făgăraș
- Montañas Parâng
- Montañas Retezat-Godeanu

### Cárpatos rumanos occidentales

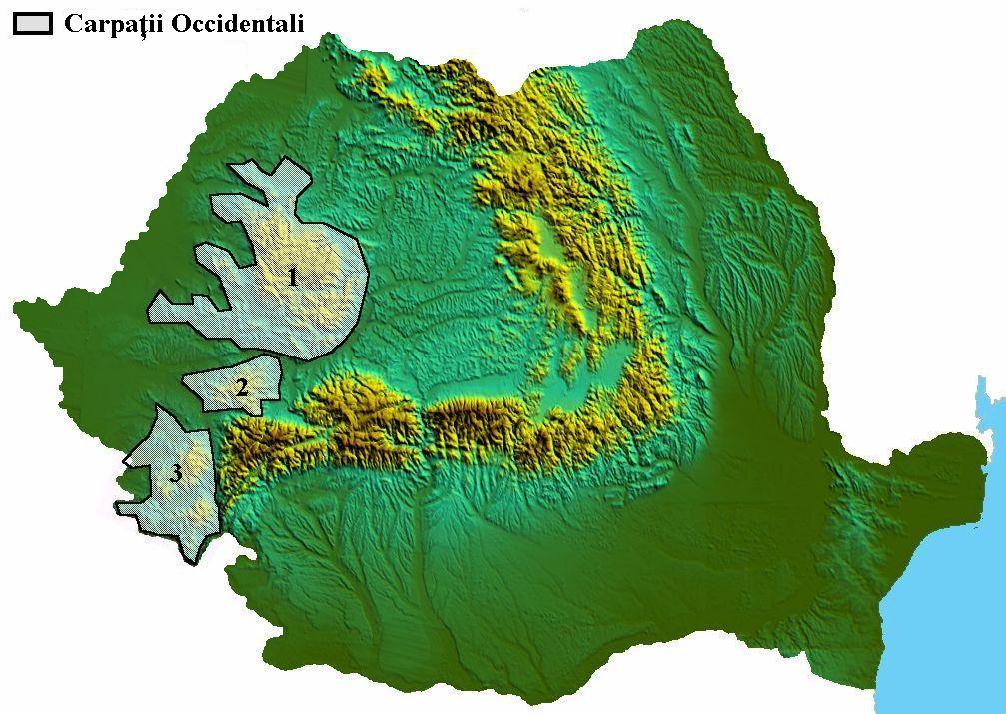
Cárpatos rumanos occidentales

- Montes Apuseni
- Montañas Poiana Ruscă
- Montañas Banat